# Patarrá
Patarrá es una localidad y el distrito número siete del cantón de Desamparados, de la provincia de San José, en Costa Rica, fundado en el año de 1929.

## Toponimia
El nombre del distrito proviene del vocablo putarra, una especie de planta de bejuco presente en Costa Rica.

## Historia
Las primeras ocupaciones recordadas de este territorio fueron por indígenas del antiguo Reino Huetar de Occidente, el cual se encontraba encabezado por el Cacique Garabito. Los indígenas que habitaron esta región fueron los mismos que habitaron la región de Aserrí, sobresaliendo entre ellos el Cacique Accerrí, originario de la tribu Quepoa.
Los primeros pobladores ubicaron sus casitas a lo largo de un camino que unía San José con Aserrí, y separaron sus propiedades con cercas, ya sea de piedra o árboles naturales, por lo que antiguamente se llamó a esta región Dos Cercas.
En aquella época, Dos Cercas, que era un distrito de San José, se conformaba por los barrios de Patarrá, Salitral (hoy San Antonio), San Felipe (hoy San Miguel), Palo Grande (hoy San Rafael) y El Molino (hoy San Juan de Dios).
En 1821, el caserío Dos Cercas ya tenía gran importancia y se había planificado muy bien sus primeros cuadrantes, de conformidad con las normas que ordenaba la vetusta "Ley de Indias para la formación de cabildos", además de que ya contaba con más población que otros asentamientos como Patarrá, San Antonio, Aserrí y el mismo Curridabat.
En 1841, Desamparados ya era un barrio de San José, y se conformaba por los cuarteles de El Centro, El Molino (hoy San Juan de Dios), Palo Grande (hoy San Rafael), Patarrá, San Antonio y San Felipe (hoy San Miguel).
El 4 de noviembre de 1962, se funda el cantón de Desamparados, número tres de la provincia de San José, mediante la Ley de Ordenanzas Municipales.
En 1929, el distrito de Patarrá es segregado del distrito de San Miguel. En 1968, el distrito de Damas es segregado de Patarrá, y posteriormente, en 2003, el distrito de Los Guidos.

## Ubicación
Se ubica en el norte del cantón y limita al norte con el cantón de La Unión, al noroeste con el distrito de Damas, al oeste con el distrito de Los Guido, al sur con el distrito de San Miguel y al este con el cantón de Cartago.

## Geografía
Patarrá cuenta con un área de 15,88 km² y una altitud media de 1270 m s. n. m.

## Demografía
Para el año 2022, Patarrá cuenta con una población estimada de 12 756 habitantes, y para el último censo efectuado, en 2011, Patarrá contaba con una población de 11 921 habitantes.
La población de Patarrá sólo puede compararse demográficamente si se excluye la información del censo de 2011 en adelante (dada la separación del distrito Los Guido en el año 2003), previo al 2003 cuando Patarrá tenía una extensión territorial de 18,29 km², y en el último dato se suman ambas cifras de población (para el censo 2011 Los Guido tenía una población de 24 432 habitantes, para una densidad de 7 907 personas por km²). La explosión demográfica observada en Los Guido desde la década de los 90's llevó a impulsar su segregación como distrito, al ser muy distinto al carácter tradicionalmente rural de Patarrá.

## Concejo de distrito
El concejo de distrito de Patarrá vigila la actividad municipal y colabora con los respectivos distritos de su cantón. También está llamado a canalizar las necesidades y los intereses del distrito, por medio de la presentación de proyectos específicos ante el Concejo Municipal. La presidenta del concejo del distrito es la síndica propietaria del partido Liberación Nacional, Laura González Villalobos.
El concejo del distrito se integra por:
| #                       | Partido                         | Nombre                              |
| Síndico propietario     | Síndico propietario             | Síndico propietario                 |
| ----------------------- | ------------------------------- | ----------------------------------- |
| 1                       | Partido Liberación Nacional     | Laura González Villalobos           |
| Síndico suplente        |                                 |                                     |
| 2                       | Partido Liberación Nacional     | Gustavo Valverde Madrigal           |
| Concejales propietarios |                                 |                                     |
| 3                       | Partido Liberación Nacional     | Jessie Marck Monge Carvajal         |
| 4                       | Partido Liberación Nacional     | Jennifer Alejandra Argüello Herrera |
| 5                       | Partido Nuestro Pueblo          | Antonio Chacón Mesén                |
| 6                       | Partido Unidad Social Cristiana | Julio Rojas Vargas                  |
| Concejales suplentes    |                                 |                                     |
| 7                       | Partido Liberación Nacional     | Miguel Antonio Herrera Fallas       |
| 8                       | Partido Liberación Nacional     | Alejandra González Schumann         |
| 9                       | Partido Nuestro Pueblo          | Ricardo Daniel Muñoz Lizano         |
| 10                      | Partido Unidad Social Cristiana | Guillermo Vega Sojo                 |

## Organización territorial
El distrito de Patarrá se conforma por las siguientes comunidades o barrios:
- Barrio Aguacate
- Barrio Corazón de María
- Barrio Don Bosco
- Barrio El Ocaso
- Barrio Gran Bretaña
- Barrio Guizaro
- Barrio Jerusalén (comparte con Los Guidos)
- Barrio Los Ángeles
- Barrio Los Cipreses
- Barrio Los Naranjitos
- Barrio Marón
- Barrio Patarrá (centro)
- Barrio Quebrada Honda
- Barrio República Federal de Alemania
- Barrio Salitrillos
- Barrio Ticalpes
- Barrio Zenaida (comparte con Damas)

## Cultura

### Educación
Ubicadas propiamente en el distrito de Patarrá se encuentran los siguientes centros educativos:
- Escuela Juan Monge Guillén
- Escuela República Federal de Alemania
- Escuela de Guatuso
- Colegio Técnico Profesional (C.T.P.) Máximo Quesada

## Transporte

### Carreteras
Al distrito lo atraviesan las siguientes rutas nacionales de carretera:
- Ruta nacional 212